# Tu boca
Tu boca è un album della cantautrice pop argentina Marcela Morelo, pubblicato nel 2001 dall'etichetta discografica RCA.
Il disco è stato prodotto da Juan Vicente Zambrano e Rodolfo Lugo, che ha collaborato alla scrittura di quasi tutte le tracce dell'album insieme alla Morelo.

## Tracce
CD (RCA 74321 88758 2 (BMG) / EAN 0743218875823)
1. Tu boca – 4:03 (Marcela Morelo, Rodolfo Lugo)
2. Gotitas – 5:03 (Marcela Morelo, Rodolfo Lugo)
3. Te amo – 4:03 (Marcela Morelo, Rodolfo Lugo)
4. Una y otra vez – 3:24 (Marcela Morelo, Rodolfo Lugo)
5. Eterno tesoro – 3:25 (Marcela Morelo, Rodolfo Lugo)
6. Mi reino pobre (Sacrificios de amor) – 3:57 (Marcela Morelo)
7. Jamas te olvidaré – 4:31 (Marcela Morelo, Rodolfo Lugo)
8. Dijiste – 3:38 (Marcela Morelo, Rodolfo Lugo)
9. Tambores del sur – 3:50 (Marcela Morelo, Rodolfo Lugo)
10. En agonia – 4:46 (Marcela Morelo, Rodolfo Lugo)
11. Cai en la trampa – 3:59 (Marcela Morelo, Rodolfo Lugo)
12. Corazón salvaje – 4:27 (Marcela Morelo, Carlos Arce)

Durata totale: 49:06